# Suhoj Su-30MKK
Suhoj Su-30MKK (NATO naziv: "Flanker-G") je dvomtorni, dvosjedni zrakoplov razvijen na osnovu Suhoja Su-30MK za Kinu.

## Dizajn
Su-30MKK je dvosjedni višenamjenski zrakoplov koji je opremljen dodatkom za nadolijevanje goriva u letu, može nositi najmodernije rusko naoružanje ali nema kanarde kao indijski Su-30MKI.

Opremljen je moderiniziranom rusko-izrađenom elektronikom koja uključuje: Tikhomirov NIIP N001VE radar, OLS-30 optički senzorski sustav, L-150 Pastel sustav za radarsko upozorenje i ciljanje i A-737 satelitski navigacijski sustav koji je kompatabilan s američkim GPS-om i ruskim GLONASS-om.
Unutarnja elektronika je povezana velikom procesorskom snagom, tako da je i sustav upravljanja vatrom integriran s radarom, optičkim senzorima i IFF sustavom.

Su-30MKK ima i malo povećani unutarnji kapacitet goriva te snažnije podvozje i trup kako bi se mogli nositi s povećanjem težine.
Prvih deset zrakoplova je Kini dostavljeno 20. prosinca 2000. dok je preostalih 28 dostavljeno tijekom 2001. Kinezi su bili zadovoljni isporukom i zrakoplovima, stoga su sljedeće godine naručili dodatnih 38 zrakoplova koji su isporučivani tijekom 2002. i 2003. U siječnju 2003. Naručili su 28 zrakoplova s modificiranim radarom i sustavom paljbe za potrebe mornaričkog zrakoplovstva. Ovi zrakoplovi, oznake Su-30MK2, imaju mogućnost lansiranja protubrodskih raketa, izviđanja nad kopnom i morem te obuku pilota u navigaciji.

## Tehničke karakteristike (Su-30MKK)
Osnovne karakteristike
- posada: 2
- dužina: 21,9 m
- raspon krila: 14,7 m
- visina: 6,36 m

Letne karakteristike
- najveća brzina: 2.120 km/h
- dolet: 3.000 km
- brzina penjanja: 305 m/s
- najveća visina leta: 17,300 m